# Sucesión de números reales
Una sucesión de números reales es un conjunto de números reales ordenados, es decir, cada número de la sucesión ocupa un lugar. Los términos de la sucesión son cada uno de los números que forman la sucesión y se representan por una letra con un subíndice numérico que indica el lugar del término.

## Término general de una sucesión
El término general de una sucesión es una fórmula que relaciona el lugar {\displaystyle n} que ocupa cada término con su valor. Se representa por {\displaystyle a_{n}}.
Con el término general se puede calcular cualquier término de la sucesión sustituyendo en la fórmula de la letra {\displaystyle n} por el lugar que se desea, es decir, dando a {\displaystyle n} los valores {\displaystyle 1,2,3,4,5...}

### Regularidades
Una sucesión es regular cuando sus términos siguen una determinada regla.

## Representación gráfica de una sucesión
Los términos de una sucesión se pueden representar en unos ejes coordenados. En el eje de abscisas se representan los valores de {\displaystyle n}, y en el de ordenadas, los valores de los términos {\displaystyle a_{n}}.

## Límite de una sucesión
El límite de una sucesión es el valor al que tienden los términos de la sucesión cuando {\displaystyle n} toma valores muy grandes. Se representa: {\displaystyle \lim _{n\to \infty }a_{n}}, y se lee límite cuando {\displaystyle n} tiende a más infinito de {\displaystyle a} sub {\displaystyle n}.

### El número e
El número e es el límite de la sucesión {\displaystyle \lim _{n\to \infty }\left(1+{1 \over n}\right)^{n}}, es decir, {\displaystyle e\ \approx 2,71828182845904523536...}